# Сафонов, Михаил Алексеевич
Михаил Алексеевич Сафонов — советский инженер-конструктор, участвовал в создании советской атомной бомбы, лауреат Сталинской премии (1951).

## Биография
Даты рождения и смерти пока не выяснены.
С 1946 года участник советского атомного проекта.
Работал в КБ-11 (Саров) под руководством сначала С. Г. Кочарянца, потом — Ивана Васильевича Алексеева (НИС № 4, затем сектор № 41 — разработка систем автоматики): старший инженер-конструктор, руководитель группы, начальник отдела электроконструкций, зам. начальника сектора.

## Награды и премии
Сталинская премия по Постановлению СМ СССР № 4964-2148сс/оп (06.12.1951) — за участие в разработке системы инициирования изделия РДС.
Награждён двумя орденами Трудового Красного Знамени (1951, 1954) и орденом Ленина (1956).
Формулировка всех Указов о награждении — за успешное выполнения специального задания Правительства.